# 하버섬

하버섬

하버섬(영어: Harbour Island)은 바하마의 섬이자 구로 일루서라섬 북동부 연안에 위치한다. 인구는 1,762명(2010년 인구 조사)이다.
섬의 유일한 마을은 1786년부터 1798년까지 바하마 총독이었던 던모어 4대 백작 존 머레이(John Murray)의 이름을 딴 던모어 타운(Dunmore Town)이다. 그는 하버 아일랜드에 여름 거주지를 보유하고 있었다.